# Villeguillo
Villeguillo település Spanyolországban, Segovia tartományban. Villeguillo Coca, Fuente de Santa Cruz, Fuente-Olmedo, Llano de Olmedo és Villaverde de Íscar községekkel határos. Lakosainak száma 120 fő (2024).

## Népesség
A település népessége az elmúlt években az alábbi módon változott:
| Lakosok száma | 150  | 132  | 156  | 183  | 154  | 118  | 106  | 110  | 114  | 120  |
|               | 2001 | 2004 | 2007 | 2009 | 2012 | 2014 | 2017 | 2019 | 2022 | 2024 |